# Vodruž
Vodruž je naselje v Občini Šentjur, na ozemlju katerega je hrib Resevna s planinskim domom in razglednim stolpom.